# Campiglossa venusta
Campiglossa venusta är en tvåvingeart som beskrevs av Dirlbek och Dirlbekova 1971. Campiglossa venusta ingår i släktet Campiglossa och familjen borrflugor.
Artens utbredningsområde är Mongoliet. Inga underarter finns listade.